# 276-та фольксгренадерська дивізія (Третій Рейх)
276-та фольксгренадерська дивізія (Третій Рейх) (нім. 276. Volksgrenadier-Division) — піхотна дивізія народного ополчення (фольксгренадери) вермахту за часів Другої світової війни.

## Історія
276-та фольксгренадерська дивізія сформована 4 вересня 1944 року в ході 32-ї хвилі мобілізації на території військового полігона Группе (нім. Truppenübungsplatz Gruppe) в Імперській області Країна Варти (окупована Польща) силами XI військового округу шляхом перейменування 580-ї фольксгренадерської дивізії, яка у свою чергу формувалася на базі розгромленої у Фалезькому мішку 276-ї піхотної дивізії.
У грудні 1944 року її перекинули на Західний фронт. В контексті підготовки до наступу в Арденнах перед 276-ї дивізією було поставлено завдання взяти села Бофор і Еппельдорф, а також висоти на захід від річки Зауер. Її частини також мав знищити позиції американської артилерії в Халлері та прикрити лівий фланг 352-ї фольксгренадерської дивізії.
Німці вночі перейшли в атаку і до світанку відрізали три роти 60-го бронепіхотного полку США від головних сил. Вони дісталися Бофора, змусивши командування 60-го бронепіхотного полку відступити, що, у свою чергу, змусило артилерію в Халлері також відійти.
18 грудня в машину командира дивізії Мерінга влучила кулеметна черга, і він загинув. Командування дивізією прийняв оберст Гуго Демпволфф. Того ж дня американські сили допомоги, які мали вивести три роти броньованої піхоти з облоги на березі Зауера, потрапили в засідку фольксгренадерів і були знищені.
Наступного дня чотири StuG нарешті прибули до дивізії на посилення, і артилерію переправили через річку. Дивізія зайняла Вайлербах і Гентінген, а 20 грудня було опановано Вальдбілліг. Однак німецькі фольксгренадери наразилися на підрозділи 9-ї бронетанкової дивізії, і щойно прибулі StuG були втрачені.
Дивізія втратила так багато людей, коли американці почали контрнаступ, рештки 276-ї дивізії передали в підпорядкування 79-ї фольксгренадерської дивізії. Дивізію було остаточно знищено на південь від Ремагена під час відступу до Рейну в березні 1945 року. На той момент у бойовому складі залишалося лишень 400 осіб.

## Райони бойових дій
- Польща (вересень — грудень 1944);
- Люксембург, Німеччина (грудень 1944 — березень 1945).

## Командування

### Командири
- генерал-лейтенант Курт Мерінг (нім. Kurt Möhring) (4 вересня — 18 грудня 1944, †);
- генерал-майор Гуго Демпволфф (нім. Hugo Dempwolff) (18 грудня 1944 — березень 1945);
- оберст Вернер Вагнер (нім. Werner Wagner) (березень 1945).

### Підпорядкованість
| Час       | Корпус    | Армія | Група армій (округ) | Штаб       |
| --------- | --------- | ----- | ------------------- | ---------- |
| 1944      |           |       |                     |            |
| грудень   |           | 7 А   | Група армій «B»     | Люксембург |
| 15 грудня | LXXX ак   | 7 А   | Група армій «B»     | Люксембург |
| 1945      |           |       |                     |            |
| січень    | LXXX ак   | 7 А   | Група армій «B»     | Люксембург |
| 5 лютого  | XIII ак   | 7 А   | Група армій «B»     | Гунсрюк    |
| 8 березня | LXXXIX ак | 7 А   | Група армій «B»     | Гунсрюк    |

### Склад
| 1944                                     |
| ---------------------------------------- |
| 986-й гренадерський полк                 |
| 987-й гренадерський полк                 |
| 988-й гренадерський полк                 |
| 276-й артилерійський полк                |
| 276-та фузилерна рота                    |
| 276-й протитанковий дивізіон             |
| 276-й інженерний батальйон               |
| 257-й запасний батальйон                 |
| 276-та рота зв'язку                      |
| 276-те дивізійне управління забезпечення |